# Nyssodrysternum cretatum
Nyssodrysternum cretatum là một loài bọ cánh cứng trong họ Cerambycidae.